# Viktor Hallin
Carl Viktor Hallin, född 22 april 1882 i Malmö, död 20 november 1932 på samma ort, var en svensk skådespelare och teaterdirektör.
Viktor Hallin var son till skomakargesällen Anders Fransson Hallin och hans hustru Ingrid Löfgren. Han var utbildad till instrumentmakare och arbetade även som järnarbetare. Han började sin skådespelarkarriär som amatör omkring 1906. Viktor Hallin uppträdde på Malmö Folkets hus teater och på Malmö sommarteater, företrädesvis i revyer och komedier. De sista åren före sin död var han även revydirektör i Malmö Folkets Park.
Viktor Hallin gifte sig 1916 med Gerda Elvira Malmberg, född 1889, och deras dotter Ingrid föddes samma år. Både hustrun och dottern avled 1918 i spanska sjukan. Han hade även en erkänd utomäktenskaplig dotter, född 1909  och en erkänd utomäktenskaplig son, född 1926. Viktor Hallin avled av tuberkulos. Makarna Hallin är begravda på Sankt Pauli mellersta kyrkogård i Malmö.

## Filmografi
- 1910 – Värmländingarna
- 1911 – Rannsakningsdomaren
- 1924 – Studenterna på Tröstehult
- 1924 – Högsta vinsten
- 1925 – Den gamla herrgården
- 1926 – Flickorna på Solvik
- 1927 – Vad kvinnan vill